# 사나가야촌
사나가야촌(実ケ谷村)은 사이타마현 미나미사이타마군에 설치되었던 촌이다. 현재의 시라오카시, 사이타마시, 하스다시에 해당한다.